# Hrabischitz

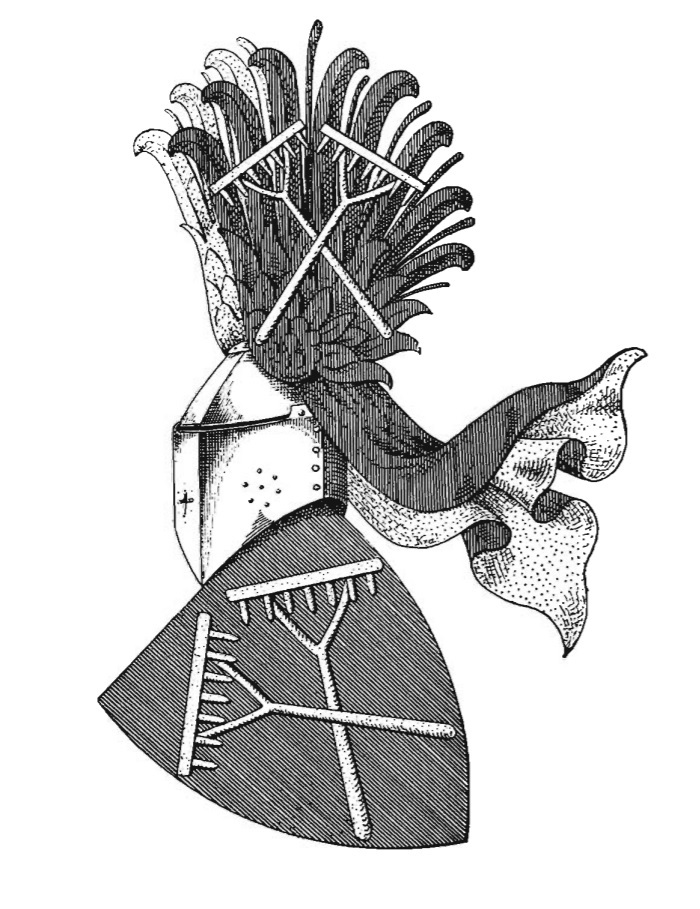
Stammwappen der Hrabischitz

Die Hrabischitz (tschechisch Hrabišici) waren ein bedeutendes nordböhmisches Adelsgeschlecht, das sich auch Herren von Ossegg bzw. von Ossegg und Riesenburg (tschechisch: z Oseka) aber auch nach ihrer Burg Riesenburg (in Ossegg) von Riesenburg nannte. Die Geschichte des Hauses geht bis in das 11. Jahrhundert zurück. Die Hrabischitzer errichteten bedeutende Rodeherrschaften im Erzgebirge, gründeten zahlreiche Orte und betätigten sich im dortigen Bergbau. Im Laufe des 15. Jahrhunderts verarmte das Geschlecht und starb Anfang des 16. Jahrhunderts aus.

## Geschichte
Sagenhafter Ahnherr des Geschlechts war nach den alten böhmischen Chroniken ein Wssebor (Všebor), dessen Sohn Kojata (I.), Gaugraf im Biliner Kreis in Nordwestböhmen, urkundlich erwähnt wird. Ein Nachkomme mit dem Namenszusatz „Hrabische“ (alttschechisch hrabie, der Rechen, also der kleine Rechen genannt, nach den Rechen im Wappen der Familie) ist urkundlich im Jahr 1103 als Ratgeber des Herzog Bořivoj II. von Böhmen nachweisbar und gilt als Stammvater der sogenannten Hrabišici.

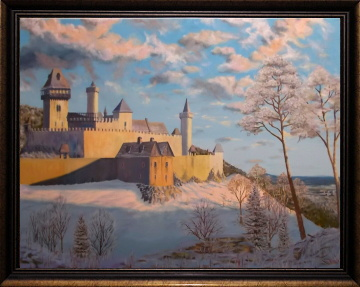
Burg Riesenburg in Hrad Osek (Ossegg), Rekonstruktionsversuch

Der Herrschaftsbereich der Hrabischitzer verlief entlang des Erzgebirges. Im 12. Jahrhundert gründete das Geschlecht während der ersten Silberfunde im Erzgebirge das Kloster Ossegg als Hauskloster. Dorthin wurden Zisterziensermönche berufen, unter denen auch ein Fachmann für Bergbau, ein Magister Montium, war. Im mährisch-slowakischen Vlčnov (nahe Uherský Brod) wird in der Chronica Boemorum erwähnt, dass der Ort bereits 1162 im Besitz der Hrabischitzer war, die hier eine Festung bauten. Vor 1188 schenkten sie dem Orden der Kreuzherren mit dem Roten Stern die Kirche des Hl. Peter und Paul in Zderaz (heute Prager Neustadt). Um 1200 hatten die Hrabischitzer sich um Most (deutsch Brüx), Bilin und Ossegg eine beachtliche Herrschaft aufgebaut. Sie gehörten zur Spitze des böhmischen Adels, dem Böhmischen Herrenstand. Die Stadt Brüx (Most bedeutet „Brücke“) wurde vermutlich in den 1220er-Jahren durch die Hrabischitzer mit Unterstützung durch die Zderazer Kreuzherren angelegt. Deutsche Siedler wanderten im Zuge der deutschen Ostsiedlung am Ende des 12. und zu Beginn des 13. Jahrhunderts zum Landesausbau in das südliche Erzgebirgsvorland ein (Deutschböhmen).
Die Burg Riesenburg in Ossegg wurde 1240–50 durch den Hofmarschall Boreš Hrabišici (oder Boresch von Riesenburg) errichtet, der sich als erster Hrabischitzer „von Riesenburg“ nannte. Der Ort Ossegg war bereits im 12. Jahrhundert am südlichen Fuß des Erzgebirges an einem alten Handelsweg entstanden, einem Böhmischen Steig von Böhmen über Bílina (Bilin) nach Sachsen, heute Alte Salzstraße genannt. Nordwestlich des Klosters steht die Ruine der früheren Schutzburg Riesenburg. Das Geschlecht beherrschte zu dieser Zeit den größten Teil Nordböhmens, insbesondere die Gegend um Bilin, Most und Ossegg, die sie vom böhmischen Fürstengeschlecht der Přemysliden als Erblehen nahmen. Bohuslaw (I.), Herr von Osek († nach 1240), wurde 1210 Landkämmerer der Markgrafschaft Mähren, dann 1214 bis 1219 Landes-Unterkämmerer und ab 1224 Oberstlandkämmerer im Königreich Böhmen. Das Hofamt des Erbkämmerers blieb in der Familie erblich. Neben den Burgen in Ossegg und Bilin gehörten ihnen auch die Burg Hněvín in Most (Brüx) sowie die legendäre Burg Hrabischin am Platz des heutigen Schlosses Dux. Während Bilin und Most südlich des Erzgebirges liegen, reicht das Gemeindegebiet von Ossegg bis heute auf den Höhenkamm hinauf und damit direkt an die deutsche (sächsische) Grenze.

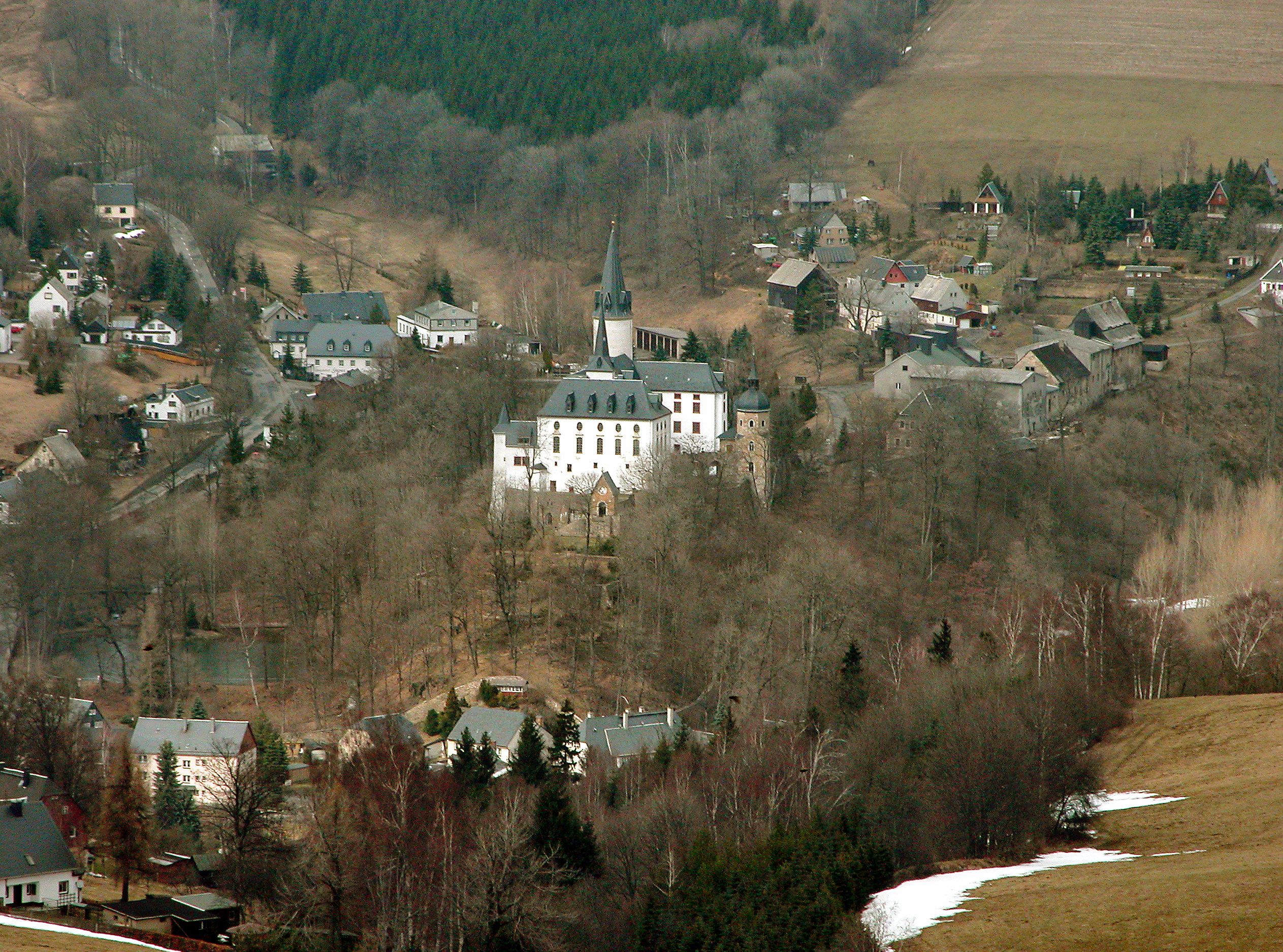
Schloss Purschenstein

Im 13. Jahrhundert schufen sich die Hrabischitzer eine zweite Rodeherrschaft nördlich des Höhenkamms. Gegen Ende des Jahrhunderts gehörten zu ihren Besitztümern unter anderem die heute sächsischen Orte Deutscheinsiedel, Seiffen, Neuhausen, die Dörfer Dittersbach, Heidersdorf und weiter westlich Reukersdorf, Hallbach, Schönfeld, Pfaffroda, Dittmannsdorf, Ullersdorf, Friedebach und die Pfarrgemeinden Clausnitz und Cämmerswalde, Rechenberg, Hartmannsdorf, Haselbach und Ammelsdorf. Die Burg Purschenstein (im sächsischen Neuhausen/Erzgeb.) wurde im späten 12. Jahrhundert (oder um 1200) vermutlich von Boresch I. (Borso) Hrabischitz (1188–1209) erbaut, nach dem sie auch benannt wurde (Castrum Borsensteyn). Boresch oder Borso war ein Leitname des Geschlechts. Die Stadt Sayda, erstmals 1196 in der Stiftungsurkunde des Klosters Ossegg erwähnt, ist wahrscheinlich älteren Ursprungs (Zavidowe, d. h. Ort des Zavid), gehörte aber 1196 bereits dem Hrabischitzer Slauko V. von Riesenburg, der 1196 das Kloster Ossegg stiftete. Er ordnete dabei an, dass auf seine Kosten der Wald jenseits des Klosters gerodet werde und die Hälfte der Einkünfte der dort gegründeten Dörfer der Kirche zu Ossegg zufließen solle. Höchstwahrscheinlich war Sayda damals schon eine befestigte Stadt. Purschenstein wurde zum militärischen, Sayda zum ökonomischen Zentrum der späteren Herrschaft Purschenstein.
1253 kam es zum Tausch, als Přemysl Ottokar II. den Hrabischitzer Besitz gegen österreichische Ländereien des Meißner Markgrafen Heinrich den Erlauchten tauschte. Zum Rücktausch kam es mit König Wenzel II. und dem Markgrafen Friedrich. Nach dem Tod von Wenzel III. nutzte Friedrich der Freidige eine vorübergehende Vakanz in den böhmischen Machtverhältnissen und riss den Hrabischitzer Besitz wieder an sich. Die Hrabischitzer waren seit 1307 dessen Lehnsnehmer. 1324 begannen die Hrabischitzer auch mit dem Bergbau in der Umgebung von Seiffen. 1350 wurde den Brüdern Boresch und Slavko von Riesenburg das Lehen an den Burgen Rechenberg, Sayda und Borschenstein (Schloss Purschenstein) übertragen. Bereits zwei Jahre später verkauften Bores und Slavko die sächsischen Güter an die Herren von Schönberg und verzichteten damit auf die sächsischen Ländereien. 1378 bestätigte Karl IV., Slavko (Hanko) den Verkauf seines Erbteils an seinen Bruder Boresch.
In der Ortsgeschichte von Klučov wird im Jahre 1323 erwähnt, dass Hrabis mit seiner Frau Bohuslava, Tochter des Sobeslav von Klučov, das Wasserschloss Klučov bewohnte.
Im 14. Jahrhundert verfiel der Besitz des Hrabischitz-Geschlechtes langsam, und es starb in der ersten Hälfte des 16. Jahrhunderts aus.
Dobrita († 1264), die Tochter des Bohuslav I. († 1241), heiratete Meinher II., Burggraf von Meißen aus dem Geschlecht der Meinheringer.
Im Jahr 1280 wird Diepold von Hrabischitz als oberster Kämmerer in einem Abkommen zwischen König Rudolf und dem Markgrafen Otto von Brandenburg genannt.
Am 29. April 1404 stiftete Anna, Witwe nach Borsso (Boresch) von Riesenburg, Herrin auf Petschau, einen Altaristen (Kaplan) für die Kapelle St. Katharina in Schönfeld (Kaiserwald) (Krásno nad Teplou).
Hrabě von Olšan (Wolschan) († 1451) stammt vermutlich aus dem Geschlecht der Hrabischitz. Das Wappen des Jarolav Hrabe von Olsan hat eine sehr hohe Ähnlichkeit mit dem Wappen der Hrabischitzer. Ein zu einem Pfahl gestellter Rechen mit sieben Zinken.

## Landbesitz der Hrabischitzer
Das Adelsgeschlecht kontrollierte Ländereien vom sächsischen Erzgebirge bis zu den Weißen Karpaten. Den größten Teil kauften sie vermutlich bereits in der 2. Hälfte des 12. Jahrhunderts. Zu Beginn des 13. Jahrhunderts herrschten sie bereits über einen großen Teil des Territoriums um Bilin. Das erworbene Vermögen ermöglichte ihnen, kirchliche Institutionen zu unterstützen, aber auch Klöster zu bauen, die sie dann meist mit Grundstücken, Pfändungen oder Rechten an Naturalien beschenkten.
Nach Auseinandersetzungen mit Wenzel I. verloren sie etwa 30 Dörfer. In der Folgezeit erwarben sie Ländereien in der Gegend von Saaz (Žatec) und im Tal des Flusses Eger, wobei sie beim Erwerb immer koordiniert vorgingen. Ihr Interesse galt im frühen 13. Jahrhundert auch der Region Leitmeritz. In Mittelböhmen konzentrierte sich ihre Nachfrage auf einige Dörfer in der Nähe von Prag.
Bedeutender waren Erwerbungen in Ostböhmen in der Gegend von Chrudim. Weiter östlich bauten sie sich ihr zweites Dominium in Mährisch Trübau auf, dazu kamen einige Ortschaften in der Gegend von Trebitsch und unter Bohuslav I. und dessen Enkel Boresch II. Ländereien in südöstlichen Mähren.
Damit gehörten die Hrabischitzer neben den Witigonen, den Markwartingern und denen von Ronow zu Beginn des 13. Jahrhunderts wohl zu den vermögendsten Landherren in Böhmen, die bis zu 200 Ortschaften ihr Eigen nennen konnten.

## Genealogie bedeutender Persönlichkeiten des Geschlechts von Riesenburg und Ossegg

### Nicht endgültig nachgewiesene Genealogie
1. Všebor I. († vor 1061), war vermutlich eine bedeutende Persönlichkeit[4] im damaligen Böhmen. Aus den Schriftstücken des Königs Vratislav II. geht hervor, dass ein gewisser Všebor sein Dorf Lodín dem Stift Břevnov schenkte[5]
  1. Všebor II. († vor 1073)
    1. Kojata, wird in den Jahren 1061 bis 1068 als Verwalter der Burg Bilin und des Kreises Bilin erwähnt. In den folgenden 35 Jahren fehlen in den historischen Nachweisen Eintragungen über weitere Personen.[6]
      1. Grabissa der Große (Hrabeš Veliký auch Hrabeš I.) († 1158), war 1103 bis 1109 höchster Kämmerer und Berater des Herzogs Bořivoj II.
        1. Nicht nachgewiesener Hrabischitzer
          1. Heralt Gerardus († 1122) (Fortsetzung siehe nachgewiesene Genealogie)
          2. Vschebor III. de Vinarec, erwähnt 1172
          3. Grabissa II. (Hrabiš II.), von 1180 bis spätestens 1183 höchster Kämmerer (* etwa 1120; († 6. November 1197)
          4. Kojata III., Vizekämmerer 1185–1187
            1. Olen, erwähnt 1121
            2. Boresch (Boreš), erwähnt 1091
            3. Olen, erwähnt vor 1091

### Nachgewiesene Genealogie
1. Heralt Gerardus oder Kojata III.
  1. Grabissa III. (Hrabiš III.) († 1197), höchster Kämmerer 1188–1189, und 1191–1197
    1. Grabissa IV. (Hrabiš IV.) († etwa 1197)
    2. Kojata IV. auch Kojata von Brüx (Kojata z Mostu) († 1228), 1207 erwähnt als Unterkellner, verheiratet mit Vratislava 
    3. Vschebor IV. auch Svebor von Schwabenitz (Všebor IV. ze Švábenic) († etwa 1224), erwähnt seit 1190
      1. Svatochna, erwähnt 1234–1258, verheiratet mit Slavibor z Drnovic
      2. Euphemie (Eufémie), erwähnt von 1232 bis 1268 gemeinsam mit ihrer Schwester gehören sie zu Begründer der Herren von Schwabenitz (ze Švábenic)

  2. Slauko der Große (Slávek Veliký auch Slávek I.) († 1226), um 1207 Burggraf in Bilin, höchster Kämmerer von 1198 bis 1202 und 1212 bis 1226. Slávek gründete bei Elbogen die Städte Schlackenwerth und Schlaggenwald. Ende des 12. Jahrhunderts genehmigte er die Gründung des Zisterzienserklosters Ossegg.
    1. Grabissa V. (Hrabiš V.), erwähnt 1197–1203
    2. Bohuslav I. von Hrabischitz (* um 1180; † 1241), königlicher Kämmerer
      1. Slauko III. (Slavek III.) († vor 28. Februar 1250 in Ossegg) (1234 bis 1240 Abt von Ossegg, danach bis 1249 Bischof von Pomesanien mit Sitz in Marienwerder, Deutschordensstaat)
      2. Boresch II. von Riesenburg (auch Bohuslav II. de Riesenburg) (* etwa 1201; † vor 1278), höchster Marschall, höchster Kämmerer. Er war verheiratet mit Richardis. Urahne der Adelsfamilie von Riesenburg (tschechisch z Rýzmburka)

  3. Boresch I. (Boreš I.) († vor 1207, erwähnt 1188
    1. Slauko II. (Slavek II.), erwähnt 1207–1209
    2. Odolen, erwähnt 1224–1238
      1. Bohuslav, erwähnt 1232–1234
        1. Odolen von Chiesch (Odolen z Chýše), erwähnt 1254–1289, Urahne der Herren von Egerberg (z Egerberka)

## Persönlichkeiten

### Kojata I.
In der Mitte des 11. Jahrhunderts gehörte Kojata zu den bedeutenden Mitgliedern des Königshofes Vratislavs II. Er war Verwalter der zwar kleinen, aber strategisch wichtigen Přemyslidenburg Bílina (Bilin). Im 12. Jahrhundert verfochten Kojatas Nachkommen weiterhin die Interessen der Přemysliden im böhmisch-sächsischen Grenzgebiet als Vertreter der Prager Fürsten. Obwohl er ein gutes Verhältnis zum Königshof hatte, er war Kämmerer des Fürsten, zerstritt er sich 1068 mit Vratislav, da er die Wahl seines Bruders Jaromír zum Prager Bischof unterstützte. Seine flammende Rede führte zum Widerstand der Anwesenden und der Bevölkerung gegen den König, der daraufhin der öffentlichen Meinung nachgeben musste. Jaroslav wurde trotz Widerstände des Königs gewählt. Nach seiner Tat flüchtete Kojata überhastet aus dem Machtbereich Vratislavs. Ein Teil seines Vermögens bei der Stadt Chotzen vermachte er 1277 den Brüdern Sezima und Milota, genannt Hocen.

### Grabisch II. (1120–1197)
(tschechisch Hrabiš II.) wurde, nach den blutigen Kämpfen um den Thron Böhmens, mit etwa 60 Jahren in den neu zusammengestellten Rat des Königs Friedrich von Böhmen zum Kämmerer gewählt. Wer sein Vater war, ist in der historischen Literatur umstritten und nur durch Hinweise nachvollziehbar. Einige Historiker vermuten Grabissa den Großen, der jedoch zum Zeitpunkt seiner Geburt etwa 70 Jahre alt war, andere Kojata II. Auch Sohn vom Olen wird in Betracht gezogen, der in der Chronica Boemorum in dieser Zeit immer wieder genannt wird. Aus der Ernennung zum Kämmerer im Jahre 1180 lässt sich folgern, dass die Hrabischitzer zu diesem Zeitpunkt eine gewisse gesellschaftliche Stellung im Lande bekleideten. 1183 übernahm Hroznata z Peruce das Amt und Grabisch II. erhielt für seine treuen Dienste vom Herzog Malmirostrov einer ehemaligen Siedlung bei Weseritz, das er den Johannitern weiterschenkte'. Grabisch starb am 6. November 1197.

### Grabissa III. († 1197)
(tschech.: Hrabiš III.) Kojatovs Nachfahren vertraten weiterhin die Interessen der Přemysliden im böhmisch-sächsischen Bereich als Kastellane in Bílina. Er gilt als einer der möglichen Gründer des Klosters der Kreuzritter Beschützer des Gottesgrabes zusammen mit der Kirche der Hl. Peter und Paul und Pfarrkirche des Hl. Wenzel in Zderaz (Prager Neustadt). 1188 unter dem Herzog Friedrich, übte er das Amt des Kämmerers aus. Nach dem Tod des Herrschers 1189 wurde unter Herzog Konrad III. Otto Hermann von Markwartitz (Heřman z Markvartic) sein Nachfolger. Zwei Jahre später starb der Herzog während einer politischen Reise in Italien. Nach der Machtübernahme durch Ottokar trat Grabissa das Amt wieder an und übte es bis zu seinem Tod 1197 aus. Dabei begleitete ihn oft sein Bruder Slauko, der ihm bei seinen Geschäften als Zeuge diente. Seine sterblichen Überreste ließ Slauko im Kloster Osek bestatten.

### Boresch I. (1188–1209)
Unter dem dritten Bruder Borso I. wurde die unweit von Sayda liegende Burg Purschenstein gegründet. Die tschechische Forschung ging lange Zeit von einer Entstehung der Burg erst im zweiten Viertel des 13. Jahrhunderts unter Borso II. aus, tendiert inzwischen aber angesichts neuerer archäologischer Funde zunehmend ebenfalls zu einem Baubeginn in der Zeit um 1200.

### Vschebor IV. († etwa 1224)
auch Svebor von Schwabenitz (tschechisch Všebor IV. ze Švábenic), wird erstmals 1199 mit seinem Vater Hrabisch III. erwähnt. 1207 taucht sein Name das zweite Mal auf, jedoch nur mittelbar, als Slauko I. die Erlaubnis der Söhnen Hrabischs berief, Teile des Vermögens dem Kloster Ossegg schenken zu dürfen. Ab 1220 wird er in verschiedenen Urkunden als führender Adeliger genannt. Vor 1224 nahm er noch Schenkungen an dem Konvent der Kreuzritter vor. Er starb ohne Nachkommen. Über seine Vermögensverhältnisse ist wenig bekannt. Nachgewiesen sind nur Ländereien, die er den Kreuzrittern des Gottes Grabs in Prag vermachte. Darunter gehörte das Dorf Horauschen, Dobrovíz, Lindau, Dreihunken und Kopitz.

### Slavko III.
Abt des neuen Klosterbaus wurde 1238 Slavko III. von Hrabischitz. Unter seiner Regentschaft wurde der Aufbau der Klostergebäude beendet.
1240 erwarb Slavko, Abt des Klosters von Ossegg, von seinem Verwandten Wenzel von Hrabischitz einen Teil des Dorfes Liquitz (Libkovice). Der Ort wurde erstmals 1186 in der Schenkungsurkunde des Fürsten Friedrich erwähnt, in der er dem Spital des Hl. Johann von Jerusalem die Schenkung des Dorfes bestätigte.
Nach einigen Jahren ging Slavko III. in die Mission zu den Prußen und wurde wahrscheinlich im Bistum Pomesanien (Sitz: Marienwerder) Bischof. (Interessant ist die Existenz einer dortigen Riesenburg.)

### Bohuslav III.
Sein Sohn Bohuslav II. benutzte als erster die Bezeichnung von Riesenburg. An Bohuslavs Urkunde vom 10. Februar 1315 hängt ein Siegel, auf dem Boreschs Wappen abgebildet ist. Auf dem schief geneigten Schild hält eine Hand einen Rechen mit sieben Zinken (deshalb Hrabischitz). Den Ritterhelm über dem Schild schmücken als Kleinod Adlerflügel, an beiden Seiten Zweige und ein Kreuz mit der Aufschrift Secretum Borsonis Risembori.